# Beanie
Beanies sind mit Kunststoffgranulat (engl. beans) gefüllte Kuscheltiere des von Ty Warner gegründeten Unternehmens Ty. Aufgrund eines speziellen Verkaufskonzepts mit einer limitierten Auflage kam es zu einer Art Spekulationsblase Ende der 1990er Jahre, als Beanie Babies zeitweilig als Spekulationsobjekt genutzt wurden.

## Produktlinien
Es gibt die Produktlinien Beanie-Baby (klein) und Beanie-Buddy (groß). Jedes Beanie wird mit einem Tag, einem kleinen herzförmigen Anhänger, auf dem sein Name und ein Spruch vermerkt ist, ausgeliefert.

## Vertriebskonzept
Beanie-Modelle werden jeweils nur über einen limitierten Zeitraum produziert. Nach der Einstellung eines einzelnen Modells wird der Artikel als retired bezeichnet (frei übersetzt: in Rente geschickt). Ferner  gibt es zu vielen Ländern einen speziellen Bären, z. B. „Germania“ für Deutschland, der nur in dieses Land ausgeliefert wurde.

## Beanies als Sammelobjekt
Aufgrund der durch das Vertriebskonzept erzeugten vermeintlichen Knappheit haben diese Kuscheltiere in einigen Sammlerkreisen eine große Beliebtheit erlangt. Bei den Konsumenten wurden aufgrund eines geringen Verkaufspreises und einer limitierten Auflage Hoffnungen auf Preissteigerungen geweckt, die dazu führten, dass die Kuscheltiere als Spekulationsobjekt genutzt wurden. Dadurch gewannen sie zunächst stark an Wert (vom anfänglichen Preis von  $5 im Jahr 1995 bis ca. $250  1998) und es kam zu einer Beanie Baby-Blase, die Ende der 1990er platzte, nachdem Ty die Einstellung der Serie 1999 bekanntgab. Nach einer Fernsehdokumentation gab es eine Familie in Kalifornien, die zu diesem Zeitpunkt mehr als $100.000 investiert hatte und nach Platzen der Blase finanziell ruiniert war. Heute werden Beanie Babies nur in Einzelfällen wesentlich über ihrem anfänglichen Wert gehandelt.